# Камчуга (посёлок)
Камчуга — посёлок в Тотемском районе Вологодской области. Административный центр Медведевского сельского поселения.
С точки зрения административно-территориального деления входит в Медведевский сельсовет.
Расположен к югу от автодороги А123, на левом берегу реки Сухона. Расстояние по автодороге до районного центра Тотьмы — 28,8 км. Ближайшие населённые пункты — Запольная, Камчуга, Лобаниха.
По переписи 2002 года население — 760 человек (373 мужчины, 387 женщин). Преобладающая национальность — русские (97 %).